# Tommy Murphy
Pour les articles homonymes, voir Murphy.
Tommy Murphy (1921-1985) est un joueur irlandais de football gaélique. Il a joué pour le club de Graiguecullen et l’équipe du Comté de Laois.
Murphy est né à Graiguecullen en 1921. Il était élève de Knockbeg College à Carlow.

## Sa carrière sportive

### Club
Avec son club de Graiguecullen, Murphy gagne huit championnats de Laois.

### Comté
En dépit de son jeune âge, il joue avec l'équipe 'Minor' de Laois en 1936, et commence à jouer avec l’équipe 'Senior' de Laois en 1937.  En 1937, Laois joue en demi-finale du Championnat d'Irlande de football gaélique.  On appelle le jeune Murphy 'the Boy Wonder'.
Murphy est considéré comme un des plus grands joueurs de l’histoire du football gaélique.  L'apogée de sa carrière sportive est pendant les années 1930 et 1940.  Il gagne le Championnat de Leinster en 1937, 1938, et 1946. Sa dernière apparition sous les couleurs de Laois GAA se passe lors du championnat de l'Irlande en 1953, contre Wexford.

## Après sa retraite sportive
Tommy Murphy est décédé d'une crise cardiaque au mois de mai 1985.
Il a été nommé parmi l'équipe du millénaire en 2000.
Un championnat de football gaélique porte son nom : The Tommy Murphy Cup.